# Ottone Enrico del Carretto
Ottone Enrico del Carretto (ook wel Otto Hendrik van Carretto genoemd en vaak kortweg Grana, naar een van zijn adellijke titels; 1629 – Morlanwelz 15 juni 1685) was landvoogd der Zuidelijke Nederlanden van 1682 tot 1685. Hij was de derde zoon van Francesco Antonio del Carretto en Margaretha Fugger zu Nordendorff. Zijn vader overleefde zijn twee oudere broers, waardoor hij na diens dood de (titulaire) titels markgraaf van Savona en Grana, graaf van Millesimo erfde.
Otto was ridder in de orde van het Gulden Vlies (1678), markies van Grana en (titulair) van Savona. Na een glansrijke carrière in het keizerlijke leger werd hij in april 1682 benoemd tot landvoogd der Zuidelijke Nederlanden, een functie die hij tot zijn dood in 1685 behield.
Ottone Enrico huwde tweemaal. Op 31 juli 1667 huwde hij met gravin Maria Theresia von Herberstein (Graz 5 mei 1641 – Brussel 1682). Uit dit huwelijk werden twee dochters geboren:
- Maria Enrichetta Teresa (Wenen 20 september 1671 – Drogenbos 22 februari 1744), markgravin van Savona en Grana etc.; ∞ (Brussel 12 februari 1684) Filips Karel Frans van Arenberg, (1663 – 1691), hertog van Arenberg en Aarschot
- Maria Gabriella (Wenen 1675 – Brussel voor 1700); ∞ (1690) Charles François de la Barre, graaf van Erquelinnes en Olloy, baron van Hierges

Na de dood van zijn eerste vrouw huwde hij op 10 juni 1683 voor de tweede maal met zijn schoonzuster Maria Theresia van Arenberg (25 juli 1666 – 31 mei 1716). Dit huwelijk bleef kinderloos.